# 熊遇
熊遇（1478年—1509年），字道夫，河南儀衛司（汝陽縣）校籍，江西德化縣人，明朝政治人物。

## 生平
弘治十七年（1504年）甲子科河南鄉試第三名舉人。弘治十八年（1505年）中式乙丑科會試第五十七名，二甲第七十八名進士。正德元年丁憂歸，寓居在延禧寺，教授生徒门下，号‘竹轩十友’。官至兵部主事。卒年三十二歲。

## 家族
曾祖熊貴；祖父熊玨；父熊□，義官。母劉氏。具庆下。弟进、逵、选。